# Condado de Giżycko
Nota linguística: Não confundir hrabstwo (condado) com powiat (divisão administrativa)..
Giżycko (polaco: powiat giżycki) é um powiat (condado) da Polónia, na voivodia de Vármia-Masúria. A sede é a cidade de Giżycko. Estende-se por uma área de 1118,74 km², com 56 945 habitantes, segundo os censos de 2005, com uma densidade 50,9 hab/km².

## Divisões admistrativas
O condado possui:
Comunas urbanas: Giżycko
Comunas urbana-rurais: Ryn
Comunas rurais: Giżycko, Kruklanki, Miłki, Wydminy
Cidades: Giżycko, Ryn

## Demografia
População (dados de 30 de Junho de 2005):
|          | Total   | Total | Mulheres | Mulheres | Homens  | Homens |
| -------- | ------- | ----- | -------- | -------- | ------- | ------ |
|          | pessoas | %     | pessoas  | %        | pessoas | %      |
| Total    | 56 945  | 100   | 29 075   | 51,1     | 27 870  | 48,9   |
| Cidades  | 32 811  | 100   | 17 106   | 52,1     | 15 705  | 47,9   |
| Povoados | 24 134  | 100   | 11 969   | 49,6     | 12 165  | 50,4   |